# Седийо, Шарль-Эммануэль

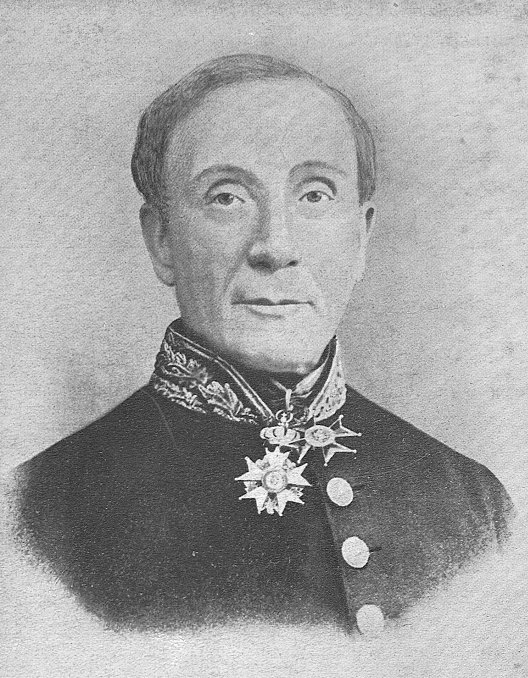
Шарль-Эммануэль Седийо в 1869 году

Шарль-Эммануэль Седийо (фр. Charles-Emmanuel Sédillot; 1804—1883) — французский военный врач-хирург.
Именно по его инициативе в 1878 году было придумано слово микроб. Он стал автором первой гастростомии у людей в 1846 году.

## Биография
Родился 18 сентября 1804 года в Париже, был старшим сыном Жана Жака Седийо, востоковеда и астронома, и его жены Марии-Жюли-Анастаси Фоссе (Marie-Julie-Anastasie Fossé); брат Луи-Пьера-Эжена Седийо, востоковеда и историка науки.
После окончания Парижского медицинского факультета проводил исследования в больнице Меца и госпитале Валь-де-Граса. В 1829 году получил докторскую степень, защитив диссертацию под названием «Du nerf pneumogastrique et de ses fonctions». Затем продолжил свою карьеру в качестве военного хирурга. В 1831 году участвовал как хирург в Польском восстании, за что был награждён Военным крестом за заслуги. Вернувшись в Париж, Шарль-Эммануэль продолжил работу хирургом в 6-м Драгунском полку. В 1832 году вместе с Феликсом Ларри наблюдал за сильной эпидемией холеры в больнице парижского района Пикпус.
В 1836 году Шарль-Эммануэль Седийо стал главным хирургом и профессором госпиталя Валь-де-Граса, после того как был адъюнктом Парижского медицинского факультета и не был избран на его кафедру хирургической клиники (это место занял Филипп-Фредерик Бланден). Разочарованный этой неудачей, он присоединился к французским колониальным войскам в Северной Африке и принял участие в завоевании Алжира. Снова вернувшись в Париж, в 1839 году он вновь потерпел неудачу в конкурсе на кафедру оперативной медицины Парижского факультета на этот раз Жозефу Мальгэню. 4 февраля 1839 года Седийо женился на Женевьеве Пеллетье (Geneviève Pelletier, 1820—1886).
В 1841 году Шарль-Эммануэль Седийо был принят на Страсбургский медицинский факультет Страсбургского на кафедру «Внешняя патология, оперативная медицина и хирургическая клиника». В 1850 году ему было присвоено звание главного врача первого класса. В 1856 году он был назначен главным хирургом военного госпиталя в Страсбурге. Наконец, повышенный до звания медицинского инспектора, он был назначен первым директором нового военно-медицинского училища в Страсбурге, где проработал по 1869 год.
В 1869 году он вышел на пенсию. Стал свидетелем аннексии Эльзаса и Лотарингии, которая положила конец военно-медицинскому училищу. Седийо работал в скорой помощи в Агно. Отказался от прусского предложения занять кресло на медицинском факультете и работал в Нанси, где был назначен почетным профессором до окончательного переезда в Париж.
Умер 29 января 1883 года в городе Сент-Мену.

## Награды и признание заслуг
- В числе наград Шарль-Эммануэль Седийо имел орден Почётного легиона.
- Он был избран членом-корреспондентом Французской академии наук в 1846 году, став полным её членом в 1872 году. Также являлся членом Парижской медицинской академии и Академии Леопольдина (с 1852 года).
- В честь Седийо были названы улица и площадь в Париже, улица в Страсбурге и военный госпиталь[7] в Нанси.